# Emigrantka
Emigrantka – trzeci dwupłytowy album Katarzyny Groniec. Pierwsza część płyty zawiera dziewięć premierowych piosenek poświęconych miłości. Są to utwory melancholijne i utrzymane w pastelowym klimacie. Aranżacją muzyki, jak również kierownictwem muzycznym, zajął się tutaj Piotr Dziubek. Druga płyta to zaś zestaw piosenek pochodzących z przedwojennego kabaretu berlińskiego. Znajdziemy tutaj zarówno utwory Kurta Weilla, Mischy Spoliansky'ego, jak i Petera Kreudera oraz Fredericka Hollaendera.

## Spis utworów

### CD 1
1. List do wroga (muz. Piotr Dziubek, sł. Katarzyna Groniec)
2. Przeźroczyści (muz. P. Dziubek, sł. K. Groniec)
3. Magdalena (muz. P. Dziubek, sł. Salomea Kapuścińska)
4. A na tej ziemi (muz. P. Dziubek, sł. Asja Łamtiugina)
5. Kto był lepszy (muz. P. Dziubek, sł. A. Łamtiugina)
6. Cisza (muz. P. Dziubek, sł. K. Groniec)
7. Państwo szarzy (muz. P. Dziubek, sł. K. Groniec)
8. Emigrantka (muz. P. Dziubek, sł. K. Groniec)
9. Zmarł(a) o świcie (muz. P. Dziubek, sł. Federico Garcia Lorca, sł. polskie Jerzy Ficowski)

### CD 2
1. Życie to jest kant (Alles Schwindel) (Mischa Spoliansky / Marcellus Schiffer, sł. polskie Marcin Sosnowski)
2. Przyjaciółki (Wenn die beste Freundin) (M. Spoliansky / M. Schiffer, sł. polskie M. Sosnowski)
3. Męski - żeński (Maskulinum - Femininum) (M. Spoliansky / M. Schiffer, sł. polskie M. Sosnowski)
4. Po to są marzenia (Eine kleine Sehnsucht) (Friedrich Hollaender, sł. polskie M. Sosnowski)
5. Wyrzuć mężczyzn (Raus mit den Männer) (F. Hollaender, sł. polskie M. Sosnowski)
6. Lawendowa piosenka (Das lila Lied) (Arno Billing (M. Spoliansky) / Kurt Schwabach, sł. polskie M. Sosnowski)
7. Alabama Song (Kurt Weill / Bertold Brecht, sł. polskie Jacek St. Buras)
8. Zagubieni wśród gwiazd (Lost in the stars) (Kurt Weill / Maxwell Anderson, sł. polskie M. Sosnowski)
9. Youkali (Kurt Weill / Roger Fernay, sł. polskie Rafał Dziwisz)
10. Münchhausen (F. Hollaender, sł. polskie M. Sosnowski)
11. Twój głos (Speak low) (Kurt Weill / Ogden Nash, sł. polskie M. Sosnowski)

### Single
- Emigrantka
- List do wroga

## Pozycje na listach
| Lista | Kraj   | Pozycja |
| ----- | ------ | ------- |
| OLiS  | Polska | 16      |